# WWF International Tag Team Championship
O WWF International Tag Team Championship foi um título de duplas da World Wide Wrestling Federation (WWWF) de 1969 até 1972. E na renomeada World Wrestling Federation (WWF) e New Japan Pro Wrestling (NJPW) em 1985.

## Reinados
| # | Lutadores                                 | Reinados | Data                   | Duração (dias) | Local          | Notas |
| - | ----------------------------------------- | -------- | ---------------------- | -------------- | -------------- | --- |
| 1 | Rising Suns (Toru Tanaka e Mitsu Arakawa) | 1        | Junho de 1969          | 161-165        | Japão          | |
| 2 | Battman e Bruno Sammartino                | 1        | 8 de dezembro de 1969  | 4              | Pittsburgh, PA | |
| 3 | Tony Marino (2) e Victor Rivera           | 1        | 12 de dezembro de 1969 | 185            | New York, NY   | Marino antes lutou como "Battman". Rivera substituiu Sammartino por esse já ser Campeão Mundial dos Pesos-Pesados da WWWF. |
| 4 | The Mongols (Bepo e Gepo)                 | 1        | 15 de junho de 1970    | 368            | New York, NY   | |
| 5 | Bruno Sammartino (2) e Dominic DeNucci    | 1        | 18 de junho de 1970    | 14             | Pittsburgh, PA | |
| 6 | The Mongols (Bepo e Gepo)                 | 2        | 2 de julho de 1971     | 133            | New York, NY   | |
| 7 | Luke Graham e Tarzan Tyler                | 1        | 12 de novembro de 1971 | 36             | New York, NY   | Também eram Campeões Mundiais de Duplas da WWWF.                                                                           |
| 8 | Bepo Mongol (3) e Johnny De Fazio         | 1        | 18 de dezembro de 1971 | 14-379         | Pittsburgh, PA | |
| - | Vago                                      | -        | 1972                   | -              | -              | Títulos se tornaram vagos e inativos após a promoção de Pittsburgh ser comprada pela National Wrestling Federation.        |
| 9 | Tatsunami Fujinami e Kengo Kimura         | 1        | 24 de maio de 1985     | 160            | Kōbe, Japão    | Derrotaram Dick Murdoch e Adrian Adonis na final de um torneio.                                                            |
| - | Aposentado                                | -        | 31 de outubro de 1985  | -              | -              | Título aposentado após o fim da parceria entre a WWF e a NJPW.                                                             |